# Frederik Paulsen (Chemiker)

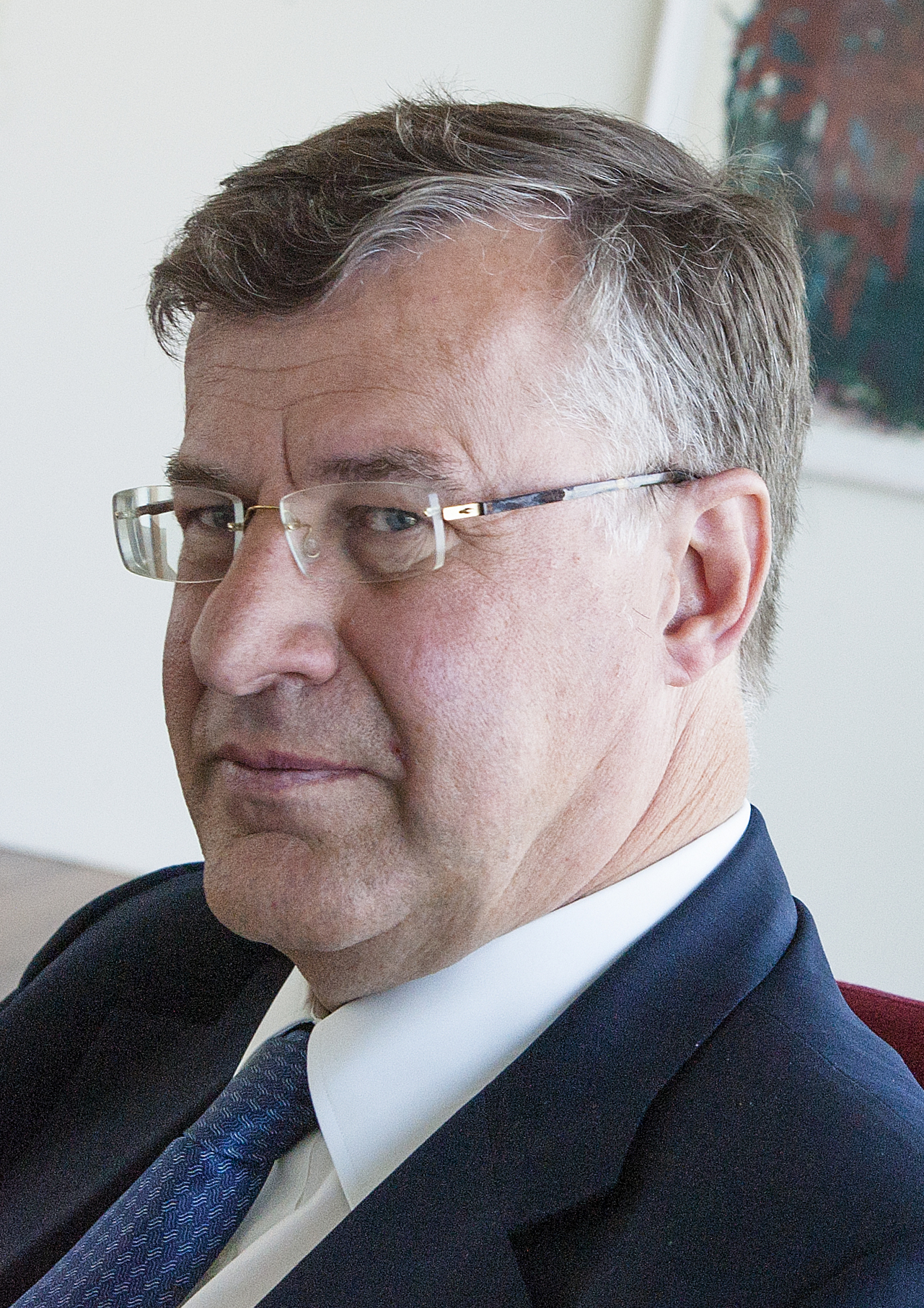
Frederik Paulsen (2011)

Frederik Dag Arfst Paulsen (* 30. Oktober 1950 in Stockholm) ist ein schwedischer Chemiker, Betriebsökonom und Eigentümer des von seinem Vater Frederik Paulsen gegründeten Pharmaunternehmens Ferring.
Frederik Paulsen studierte Chemie an der Christian-Albrechts-Universität zu Kiel und der Universität Lund sowie Betriebswirtschaft an der Universität Lund. 1988 übernahm er von seinem Vater das Familienunternehmen Ferring, welches damals 15 Millionen Schweizer Franken Umsatz generierte. 1995 gründete er den Verlag Editions Paulsen, der Bücher über Abenteuer verlegt. 2020 gehörte er mit einem geschätzten Vermögen von 5,5 Mrd. Franken zu den 300 reichsten Schweizern. Im April 2022 wurde sein Vermögen von Forbes Magazine auf 8,2 Milliarden US-Dollar geschätzt. Die operative Führung am Unternehmen hat er mittlerweile abgegeben, von 1988 bis Juni 2021 war er Verwaltungsratspräsident, seit Juli 2021 ist er Chairman Emeritus. Er ist vielfacher Mäzen für die Wissenschaft; unter anderem finanzierte er das neue Polarinstitut an der École polytechnique fédérale de Lausanne sowie eine Antarktis-Expedition.
Über die von ihm kontrollierte schweizerische Sastre Holding gehört ihm die Mehrheit an der österreichischen Sektkellerei Schlumberger.
Ab 2009 war er russischer Honorarkonsul in Lausanne. Im März 2022 stellte er diese Tätigkeit wegen des russischen Überfalls auf die Ukraine mit sofortiger Wirkung ein.
Nachdem bekannt wurde, dass er die Westschweizer Ständerätin Géraldine Savary (SP) mehrmals im Wahlkampf unterstützt hatte, gab diese bekannt, sich 2019 nicht zur Wiederwahl stellen zu wollen.
Frederik Paulsen ist in zweiter Ehe verheiratet und Vater von fünf Kindern.